# Ne Tron Menia (1864)
La Ne Tron Menia (in russo: Не тронь меня) fu la seconda delle tre corazzate di classe Pervenets costruite per la Marina imperiale russa a metà degli anni sessanta del XIX secolo in servizio con la flotta del Baltico. A partire dal 1870 la nave fu assegnata al distaccamento di addestramento al tiro d'artiglieria e fu frequentemente riarmata. La Ne Tron Menia fu messa in riserva e radiata nel 1905. Disarmata fu venduta per utilizzo civile nel 1908, venendo nazionalizzata dai sovietici la fine della guerra civile russa, per essere venduta a una fabbrica nel 1925. La nave affondò per corrosione dello scafo durante l'assedio di Leningrado nel corso della seconda guerra mondiale e fu demolita dopo essere stata recuperata nel 1950. Ne Tron Menia significa Non toccarmi e si riferisce al versetto del vangelo di Giovanni, versetti 20,11-18..

## Progettazione

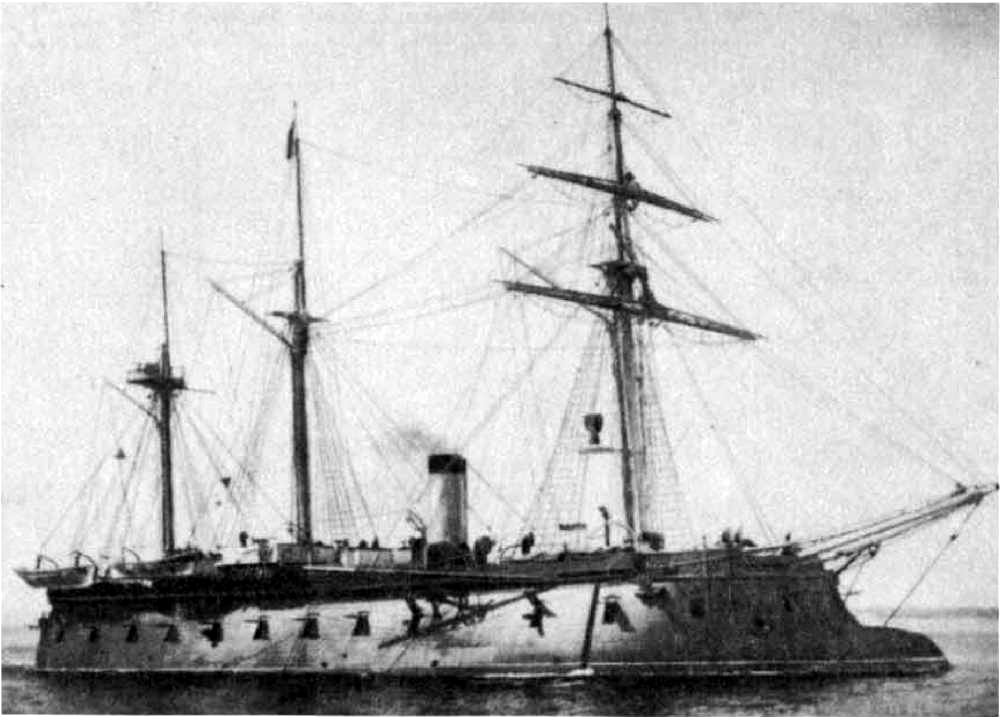
La corazzata costiera Ne Tron Menia all'ancora nel 1865.

Le corazzate della classe Pervenents furono progettate come navi per la difesa costiera al fine di proteggere gli accessi navali a San Pietroburgo e furono chiamate "batterie galleggianti corazzate semoventi". Come tali disponevano di un pesante armamento e di una ottima la protezione passiva. La Ne Tron Menia, fu ordinata il 31 maggio 1862 quando fu firmato il contratto con il costruttore navale britannico Charles Mitchell. Il prezzo totale della nave era di 923.500 rubli. Il cantiere navale statale sito sull'isola di Galerniy, a San Pietroburgo, fu affittato a Mitchell e il Ministero della Marina accettò di aggiornare le strutture per gestire la costruzione di navi da guerra corazzate con scafo in ferro. La costruzione di un nuovo scalo abbastanza grande da gestire la realizzazione dell'unità iniziò in ritardò, il 30 gennaio 1863 e ciò permise di modificare il progetto per utilizzare i cannoni da otto pollici (203/21), più grandi e potenti, che stavano per entrare in servizio. Questi cannoni richiedevano più spazio per funzionare rispetto ai vecchi e inefficaci cannoni ad anima liscia, e quindi il ponte principale fu leggermente allargato sollevando il punto in cui iniziava il ribaltamento dello scafo. Sulla base delle esperienze con la sua gemella, durante la costruzione furono montate delle alette antirollio lunghe 6,1 m e larghe 305 mm. Lo scafo era suddiviso in sette compartimenti da sei paratie trasversali stagne e due longitudinali spesse 13,5 mm, che servivano a protezione dei danni subacquei. Lo scafo aveva un fondo; lo spazio tra le flore era riempito con una soluzione di cemento e sabbia come zavorra. Le lamiere della chiglia erano in ferro spesso 28,5 mm, le ordinate erano in ferro da 10,5 mm con una larghezza di 254 mm. Il rivestimento delle fiancate, spesso 16,5 mm sott'acqua e 13,5 mm sopra l'acqua, era stato fissato con angolari. Tre impalcati continui - quello superiore, quello della batteria e quello abitativo - sono stati posati su bagli da 10,8 mm, rinforzati con massicci pilastri forgiati. 
La protezione copriva completamente il bordo libero e scendeva a circa 1,2 m sotto la linea di galleggiamento. Lo spessore della corazzatura in ferro forgiato era di 114 mm al centro e 102 mm alle estremità. La corazzatura era fissata allo scafo mediante bulloni passanti del diametro di 36,1 mm. Il rivestimento in teak per la corazzatura, 254 mm, saliva sui lati ripidi a 457 mm. Il ponte inferiore e quello superiore erano ricoperti con assi di pino poggiate sopra lastre di ferro da 6,5 mm, mentre il ponte della batteria era ricoperto con assi di quercia da 102 mm, e poggiava su una speciale sporgenza dello scafo. Sul ponte batteria la corazzatura era interrotta da porte per i cannoni aventi un'altezza libera di 864 mm. La torre di comando, di forma rotonda, era protetta da piastre da 114 mm.
La Ne Tron Menia non fu formalmente impostata il 1º dicembre 1863 e fu varata il 23 giugno 1864. Era lunga 67,1 m fuori tutto, larga 16,2 m e aveva un pescaggio di 4,4 m. Dislocava 3.340 tonnellate lunghe (3.390 t) e il suo scafo in ferro aveva una pronunciata campanatura di circa 27° destinata a deviare i proiettili. La nave era dotata di grandi rostri a prua e a poppa; il rostro di poppa serviva anche a proteggere il suo timone e l'elica. La nave non virava bene e aveva "un'imprevedibile abitudine a sbandare improvvisamente da una parte o dall'altra", probabilmente a causa del cattivo flusso d'acqua al timone. L'equipaggio totale era composto da 459 tra ufficiali, sottufficiali e marinai, di cui sei erano destinati ad azionare il timone.
La Ne Tron Menia ricevette il motore revisionato dal vascello di linea Konstantin come misura per la riduzione dei costi, originariamente destinato alla sua gemella Pervenets. Questo era probabilmente un motore a vapore ad azione diretta e fu costruito dalla ditta britannica Humphrys, Tennant e Dykes. Il vapore era fornito da quattro caldaie a tubi di fumo rettangolari. Durante le prove in mare del 18 luglio 1865, il motore produsse un totale di 1.200 cavalli vapore (890 kW) e assicurò alla nave una velocità massima di 7,75-8 nodi (14,35-14,82 km/h; 8,92-9,21 mph). La dotazione di combustibile comprendeva un massimo di 500 tonnellate lunghe (510 t) di carbone. La Ne Tron Menia era armata come una goletta con tre alberi realizzati in ferro. Con una combinazione di vela e vapore la nave poteva raggiungere una velocità di 10 nodi (19 km/h; 12 mph).
L'armamento comprendeva diciassette cannoni rigati da 203 mm. Quindici erano montati sulla murata del ponte principale e due erano posizionati su supporti girevoli sul ponte superiore per fungere da pezzi da caccia.  Uno dei cannoni del ponte principale fu rimosso e nel 1868 fu aggiunto un cannone a canna liscia da 196 mm sul ponte superiore.

## Servizio
La nave entrò in servizio il 18 luglio 1865 con la flotta del Baltico. Nel luglio 1869 entrò in collisione con la fregata corazzata Petropavlovsk e fu spesso assegnata al distaccamento per l'addestramento all'uso dell'artiglieria dopo il 1870. Come parte di questa formazione, la Ne Tron Menia fu spesso riarmata, per addestrare ufficiali e marinai, con alcuni degli ultimi tipi di cannoni entrati in servizio. Nel 1880 l'armamento si componeva di 14 cannoni da 203,2 mm, 8 da 87,6 mm, 1 mortaio da 228,6 mm, 1 cannone Engstrem da 43,8 mm e uno automatico Palmcrantz da 25,4 mm. Il mortaio fu rimosso già nel 1881 poiché metteva a dura prova la struttura della nave. La ruota del timone della Ne Tron Menia fu trasferita dal ponte di batteria a una piattaforma che si estendeva sui suoi parapetti di fronte all'albero di mezzana. La torre di comando fu rimossa nel 1876-77 e furono installate nuove caldaie. Queste aumentarono la potenza del motore a 1.700 CV (1.300 kW) e la nave raggiunse gli 8,5 nodi alle prove in mare. 
Nel 1883 speronò e danneggiò gravemente la nave norvegese Heiden, e l'unità fu posta in riserva tre anni dopo.  All'inizio degli anni 1890 del XIX secolo l'armamento si componeva di 12 cannoni da 203,2/21 mm, 2 da 152,4 mm, e 2 da 63,5 mm Fu riclassificata come corazzata da difesa costiera il 13 febbraio 1892 e fu radiata dal servizio il 23 marzo 1895. prestò quindi servizio come pontone galleggiante presso la Scuola addestramento mine di Kronstadt prima di essere disarmata il 15 settembre 1905 e cancellata dalla lista delle navi della marina imperiale l'11 ottobre. Fu consegnata al porto di Kronstadt per la rottamazione, e venduta l'8 settembre 1908 per essere utilizzata come chiatta.
La Ne Tron Menia fu acquisita dai sovietici dopo la guerra civile russa con la nazionalizzazione della flotta, e la chiatta fu trasferita all'NKPS per lavorare nel porto commerciale marittimo di Pietrogrado.  Il 24 giugno 1925 fu venduta alla Leningrad Metal Works per essere utilizzata come magazzino galleggiante. Durante la seconda guerra mondiale affondò per corrosione dello scafo nel fiume Neva. Fu recuperata nel 1950 e successivamente demolita.

### Annotazioni
1. ↑  Che significa Non toccarmi dalla frase latina biblica Noli me tangere che appare in Giovanni 20:17.

### Fonti
1. ↑  Threedecks.
2. 1 2 3 4 5  Gardiner 1979, p. 174.
3. ↑   Gv 20,11-18, su La Parola - La Sacra Bibbia in italiano in Internet.
4. ↑  McLaughlin 2011, p. 115.
5. ↑  McLaughlin 2011, p. 127.
6. 1 2 3 4 5 6  Watts 1990, p. 105.
7. ↑  McLaughlin 2011, pp. 122-124.
8. ↑  McLaughlin 2011, pp. 115-116.
9. 1 2  McLaughlin 2011, p. 119.
10. 1 2  McLaughlin 2011, p. 117.
11. 1 2 3  McLaughlin 2011, pp. 124-126.
12. 1 2 3  McLaughlin 2011, pp. 120-122.
13. ↑  Gardiner 1979, p. 173.
14. 1 2 3  McLaughlin 2011, pp. 126-127.